# Tvärreds landskommun
Tvärreds landskommun var en tidigare kommun i dåvarande Älvsborgs län.

## Administrativ historik
Kommunen inrättades i Tvärreds socken i Kinds härad i Västergötland när 1862 års kommunalförordningar trädde i kraft.
Vid kommunreformen 1952 uppgick landskommunen i Åsundens landskommun som 1974 uppgick i Ulricehamns kommun.

## Politik

### Mandatfördelning i Tvärreds landskommun 1938-1946
| 2 | 2 | 7 | 2 | 7 |

| 19 |

| 3 | 7 | 1 | 9 |

| 20 |

| 2 | 2 | 8 | 1 | 7 |

| 20 |